# Asiatische Zibetkatzen
Die Asiatischen Zibetkatzen (Viverra) sind eine Raubtiergattung aus der Familie der Schleichkatzen (Viverridae). Die Gattung umfasst vier Arten.

## Beschreibung
Asiatische Zibetkatzen sind äußerlich katzenähnliche Tiere, unterscheiden sich aber durch den spitzen Kopf und die relativ langen Beine. Ihr Fell ist lang und weich, verlängerte Haare an der Oberseite des Rückens bilden einen Rückenkamm. Die Grundfärbung ist grau mit schwarzen Flecken, deren Größe von der Art abhängig ist. Schwarz sind auch der Rückenkamm und die Beine. Die Kehle ist mit mehreren schwarz-weißen Streifen versehen, auch der Schwanz ist schwarz-weiß geringelt.
Diese Tiere erreichen eine Kopfrumpflänge von 59 bis 95 Zentimetern, eine Schwanzlänge von 30 bis 48 Zentimetern und ein Gewicht von 5 bis 11 Kilogramm.

## Verbreitung und Lebensraum
Asiatische Zibetkatzen sind in Süd- und Südostasien beheimatet, ihr Verbreitungsgebiet reicht von Indien und dem südlichen China bis zu den südlichen Philippinen und Borneo. Sie bewohnen eine Reihe von Habitaten wie Wälder, Busch- und Grasland. Oft sind sie in der Nähe von Städten und Dörfern zu finden.

## Lebensweise
Asiatische Zibetkatzen leben hauptsächlich am Boden und klettern nur selten auf Bäume. Sie sind ausschließlich nachtaktiv und verbergen sich tagsüber in dichter Vegetation oder beziehen Baue anderer Tiere. Sie leben außerhalb der Paarungszeit einzelgängerisch und sind territoriale Tiere, die ihr Revier mit dem streng riechenden Sekret ihrer Perianaldrüsen markieren. Dieses Sekret spielt als Zibet eine bekannte Rolle in der Parfümindustrie.

## Nahrung
Zibetkatzen sind geschickte Jäger, auf ihrem Speiseplan stehen kleine Säugetiere, Vögel, Schlangen, Frösche, Insekten, Fische und Krabben. Manchmal nehmen sie aber auch Früchte und Wurzeln zu sich.

## Fortpflanzung
Ein- oder zweimal im Jahr bringt das Weibchen den Nachwuchs zu Welt, die Wurfgröße beträgt üblicherweise zwei oder drei Junge. Schon nach einem Monat beginnt die Entwöhnung. Die Lebenserwartung wird auf fünf bis 15 Jahre geschätzt, Tiere in Gefangenschaft erreichen über 20 Jahre.

## Asiatische Zibetkatzen und Menschen
Asiatische Zibetkatzen wurden zur Gewinnung von Zibet eingesetzt, einem zur Parfümerzeugung verwendeten Sekret ihrer Perianaldrüsen. Diese Praxis ist allerdings im Rückgang begriffen, da Zibet heute meist aus künstlichen Ersatzstoffen hergestellt wird. Als Tiere, die auch in der Nähe von Städten leben können, sind sie weitverbreitet und zählen nicht zu den bedrohten Arten, mit Ausnahme der vom Aussterben bedrohten Malabar-Zibetkatze.

## Systematik und Arten
Es werden vier Arten der Asiatischen Zibetkatzen unterschieden:
- Die Indische Zibetkatze (Viverra zibetha) ist im östlichen Indien sowie in Südostasien beheimatet, ihr Verbreitungsgebiet reicht von Nepal bis Südchina und Thailand. Ihr Fell ist schwach gefleckt und erweckt manchmal einen marmorierten Eindruck. In Abgrenzung zur Kleinen Indischen Zibetkatze, die in einer eigenen Gattung (Viverricula) eingeordnet wird, wird sie auch als Große Indische Zibetkatze bezeichnet.
- Die Malaiische Zibetkatze oder Kleinfleck-Zibetkatze, auch Tangalunga genannt (Viverra tangalunga), lebt auf der Malaiischen Halbinsel, Indonesien und den südlichen Philippinen. Ihr Fell hat kleine schwarze Flecken. Zur Zibetgewinnung wurde die Art auf mehreren südostasiatischen Inseln eingebürgert.
- Die Großfleck-Zibetkatze (Viverra megaspila) ist in weiten Teilen Südostasiens beheimatet. Sie hat in der Regel größere und besser sichtbare Flecken als die anderen Arten.
- Die Malabar-Zibetkatze (Viverra civettina) bewohnt ein kleines Gebiet im südwestlichen Indien und zählt zu den bedrohtesten Säugetierarten. Die Gesamtpopulation wird auf weniger als 250 Tiere geschätzt, die IUCN listet die Art als stark bedroht.

Die beiden letztgenannten Arten werden in der Untergattung Moschothera den anderen gegenübergestellt. In manchen Systematiken gilt die Malabar-Zibetkatze lediglich als Unterart der Großfleck-Zibetkatze.
Neben den rezenten Arten umfasst die Gattung auch eine Reihe ausgestorbener Vertreter, die nicht nur in Asien, sondern auch in Europa und Afrika verbreitet waren. Viverra leakeyi aus dem südöstlichen Afrika gilt als größte Art der Gattung.